# Скепський Денис Володимирович
Дени́с Володи́мирович Ске́пський (нар. 5 липня 1987, Чернігів) — український футболіст, півзахисник аматорської команди «Лісне». Відомий виступами за московське «Динамо» і молодіжну збірну України.

## Клубна кар'єра
Денис Скепський народився 5 липня 1987 року у місті Чернігів. Займатися футболом він почав саме там — мати привела його до футбольної секції, де він, за вказівкою тренера, займався з хлопцями, старшими від нього на рік. Першим тренером юного футболіста був Ворона Валерій Никифорович. Вже через рік Денис перейшов до Чернігівської СДЮШОР, де поєднував тренування з футболу із навчанням у школі. У третьому класі представники київського «Динамо» запропонували Скепському переїхати до Києва, до інтернату, однак, за порадою свого тренера, той відмовився.
Згодом юний Скепський у складі «Юності» і «Десни» грав на багатьох дитячих турнірах, взявши в одному з них, що проходив у Макіївці, золото. У професійному футболі дебютував за чернігівчан 18 квітня 2003 року у матчі проти фарм-клубу Іллічівця у віці 15-ти років.
У 2003 році Денис все-таки потрапив до другої резервної команди «Динамо», де займався один рік, зігравши при цьому 19 матчів і забивши 2 голи — у ворота тернопільської «Ниви» і рогатинського «Техно-Центра». Однак, у юного гравця не склалися стосунки із тодішнім головним тренером академії київського «Динамо» та юнацької збірної України (U-17) Віктором Кащеєм, який навідріз відмовився брати його в Академію.
У період з 2004 по 2006 рік періодично залучався до матчів у складі «Динамо-2» за яке встиг зіграти 23 матчі і забити 1 м'яч у ворота дніпродзержинської «Сталі».
Після двох сезонів проведених у дублюючих командах київського «Динамо» Дениса запросили на огляд в дубль московського «Динамо», однак після зіграного матчу головний тренер москвичів Андрій Кобелєв, відзначивши навички гравця, поставив його у заявку першої команди. Після того, як Скепського стали залучати до ігор головної команди динамівців, він отримав запрошення до молодіжної збірної України з футболу, за яку у 2006 році відіграв 3 товариські матчі проти одноліток з Білорусі, Литви і Узбекистану.
Важким ударом для кар'єри гравця і його перспектив закріплення в основному складі російського гранда став розрив хрестоподібних зв'язок лівого колінного суглоба, який він отримав під час змових зборів у 2006 році. Відновлення після травми тривало близько 4 місяців, тому Денис був змушений повністю пропустити сезон 2008 року.
Достатньо успішним для Дениса став сезон 2009 року, у якому той відіграв повний сезон за дубль «Динамо», забивши 77 м'ячів за сезон, що дозволило йому стати найкращим бомбардиром команди. Однак такі успіхи у грі за дубль не дали йому дорогу в основну команду, за яку того сезону він зіграв лише 1 матч, вийшовши на 88 хвилині.
Після того, як у Скепського закінчився контракт із динамівцями, його агент розпочав пошуки нового клубу. Він, зокрема, перебував на перегляді «Крил Рад», з якими провів один тренувальний збір, послугами півзахисника цікавилась луганська «Зоря» з якою він провів зимові збори. Однак гравець приєднався до складу астраханського «Волгара» у складі якого відіграв 19 матчів, забивши 2 голи. У третьому турі Денис зазнав надриву м'язів задньої поверхні стегна, який він змушений був лікувати у Німеччині.
Розірвавши контракт із «Волгарем», Скепський решту сезону догравав у рідній йому чернігівській «Десні», пропозицію від якої, у телефонному режимі, він отримав від тодішнього тренера чернігівців. По завершенні сезону 2010/11 років він перебував на огляді у луцької «Волині», яку на той час очолював Анатолій Дем'яненко.
У 2012 році футболіст підписав однорічний контракт із білоруською «Білшиною» за яку відіграв 16 матчів чемпіонату. Ці матчі він відіграв ще у першій частині сезону, ставши одним з лідерів команди, а також був визнаний легіонером березня в Білорусі. Наприкінці трансферного вікна гравець розірвав контракт з білоруською командою через невиконання останніми його умов, на правах вільного агента гравець приєднався до складу ФК «Полтава». За команду з Полтави Скепський відіграв 14 матчів, забивши при цьому 5 м'ячів.
У 2013 році Скепський підписав контракт на 2,5 роки з московським «Торпедо». За автозаводців встиг відіграти 12 матчів в національному чемпіонаті. Влітку 2014 за обопільною згодою розірвав з «автозаводцями» контракт.
У сезоні 2014/15 років захищав кольори російського «Сахаліна».
У 2015 році вдруге повернувся до складу чернігівської «Десни», де вже у другому матчі встиг відзначитися голом у ворота «Миколаєва». Загалом за чернігівців він відіграв 11 матчів і забив 3 голи. Того ж року перейшов до складу «Черкаського Дніпра», встиг при цьому зіграти як і в чемпіонаті, так і в кубку.
20 вересня 2018 року став гравцем «Полісся», підписавши контракт на один рік.

## Статистика виступів

### Статистика клубних виступів
| Клуб                   | Сезон              | Чемпіонат | Чемпіонат | Кубок | Кубок | Загалом | Загалом |
| Клуб                   | Сезон              | Ігор      | Голів     | Ігор  | Голів | Ігор    | Голів   |
| ---------------------- | ------------------ | --------- | --------- | ----- | ----- | ------- | ------- |
| «Десна»                | 2002—03            | 1         | 0         | 0     | 0     | 1       | 0       |
| «Десна»                | 2003—04            | 1         | 0         | 0     | 0     | 1       | 0       |
| «Десна»                | Загалом            | 2         | 0         | 0     | 0     | 2       | 0       |
| «Динамо-3»             | 2003—04            | 12        | 1         | 0     | 0     | 12      | 1       |
| «Динамо-3»             | 2004—05            | 7         | 1         | 0     | 0     | 7       | 1       |
| «Динамо-3»             | Загалом            | 19        | 2         | 0     | 0     | 19      | 2       |
| «Динамо-2» (Київ)      | 2004—05            | 4         | 0         | 0     | 0     | 4       | 0       |
| «Динамо-2» (Київ)      | 2005—06            | 19        | 1         | 0     | 0     | 19      | 1       |
| «Динамо-2» (Київ)      | Загалом            | 23        | 1         | 0     | 0     | 23      | 1       |
| «Динамо» (Москва)      | 2006               | 4         | 0         | 0     | 0     | 4       | 0       |
| «Динамо» (Москва)      | 2009               | 1         | 0         | 0     | 0     | 1       | 0       |
| «Динамо» (Москва)      | Загалом            | 5         | 0         | 0     | 0     | 5       | 0       |
| «Волгар»               | 2010               | 19        | 3         | 1     | 0     | 20      | 3       |
| «Волгар»               | Загалом            | 19        | 3         | 1     | 0     | 20      | 3       |
| «Металург» (Запоріжжя) | 2010—11            | 4         | 2         | 0     | 0     | 4       | 2       |
| «Металург» (Запоріжжя) | Загалом            | 4         | 2         | 0     | 0     | 4       | 2       |
| «Десна»                | 2011—12            | 7         | 3         | 0     | 0     | 7       | 3       |
| «Десна»                | Загалом            | 7         | 3         | 0     | 0     | 7       | 3       |
| «Білшина»              | 2012               | 16        | 0         | 1     | 0     | 17      | 0       |
| «Білшина»              | Загалом            | 16        | 0         | 1     | 0     | 17      | 0       |
| «Полтава»              | 2012—13            | 14        | 5         | 0     | 0     | 14      | 5       |
| «Полтава»              | Загалом            | 14        | 5         | 0     | 0     | 14      | 5       |
| «Торпедо» (Москва)     | 2012—13            | 9         | 1         | 0     | 0     | 9       | 1       |
| «Торпедо» (Москва)     | 2013—14            | 3         | 0         | 0     | 0     | 3       | 0       |
| «Торпедо» (Москва)     | Загалом            | 12        | 1         | 0     | 0     | 12      | 1       |
| «Сахалін»              | 2014—15            | 7         | 0         | 1     | 0     | 8       | 0       |
| «Сахалін»              | Загалом            | 7         | 0         | 1     | 0     | 8       | 0       |
| «Десна»                | 2014—15            | 11        | 3         | 0     | 0     | 11      | 3       |
| «Десна»                | Загалом            | 11        | 3         | 0     | 0     | 11      | 3       |
| «Черкаський Дніпро»    | 2015—16            | 2         | 2         | 1     | 1     | 3       | 3       |
| «Черкаський Дніпро»    | Загалом            | 2         | 2         | 1     | 1     | 3       | 3       |
| Загалом за кар'єру     | Загалом за кар'єру | 141       | 22        | 4     | 1     | 145     | 23      |

### Статистика виступів за збірну

#### Юнацька збірна України з футболу (U-18)
class="wikitable" style="font-size: 95 %"
| №  | Дата           | Суперник  | Рахунок | Голи |
| 1  | 15 січня 2005  | Китай     | 5:2     | 1    |
| 2  | 17 січня 2005  | Литва     | 2:0     | —    |
| 3  | 18 січня 2005  | Білорусь  | 3:2     | —    |
| 4  | 20 січня 2005  | Іран      | 2:0     | —    |
| 5  | 22 січня 2005  | Росія     | 1:4     | —    |
| 6  | 1 березня 2005 | Болгарія  | 1:0     | 1    |
| 7  | 3 березня 2005 | Болгарія  | 0:3     | —    |
| 8  | 25 квітня 2005 | Чехія     | 1:0     | —    |
| 9  | 26 квітня 2005 | Японія    | 1:0     | —    |
| 10 | 29 квітня 2005 | Бельгія   | 1:0     | —    |
| 11 | 2 червня 2005  | Туреччина | 2:1     | —    |
| 12 | 4 червня 2005  | Туреччина | 1:1     | —    |

#### Юнацька збірна України з футболу (U-19)
class="wikitable" style="font-size: 95 %"
| № | Дата            | Суперник             | Рахунок | Голи |
| 1 | 10 липня 2005   | Білорусь             | 1:0     | —    |
| 2 | 13 вересня 2005 | Італія               | 1:0     | —    |
| 3 | 15 вересня 2005 | Італія               | 1:1     | —    |
| 4 | 28 вересня 2005 | Швейцарія            | 0:1     | —    |
| 5 | 18 жовтня 2005  | Латвія               | 1:0     | —    |
| 6 | 20 жовтня 2005  | Вірменія             | 2:1     | —    |
| 7 | 22 жовтня 2005  | Сербія та Чорногорія | 2:0     | —    |

#### Молодіжна збірна України з футболу
class="wikitable" style="font-size: 95 %"
| № | Дата              | Суперник   | Рахунок | Голи | Змагання         |
| 1 | 6 жовтня 2006     | Білорусь   | 3:0     | —    | Товариський матч |
| 2 | 10 жовтня 2006    | Литва      | 3:0     | —    | Товариський матч |
| 3 | 15 листопада 2006 | Узбекистан | 3:1     | —    | Товариський матч |

## Титули та досягнення

### Командні
- Бронзовий призер другої ліги Чемпіонату України з футболу (1): 2002—03.
- Срібний призер другої ліги Чемпіонату України з футболу (2): 2003—04, 2011—12.
- Бронзовий призер Першості Футбольної Національної Ліги (1): 2013—14.
- Срібний призер першої ліги Чемпіонату України з футболу (1): 2015–2016

## Освіта
У 2009 році Денис Скепський закінчив Національний університет фізичного виховання і спорту України.